# 신시내티 가든
신시내티 가든(영어: Cincinnati Gardens)는 미국 오하이오주 신시내티에 위치한 실내 경기장이다. 과거 NBA 신시내티 로열스와 AHL 신시내티 마이티 덕스, 신시내티 스워즈 그리고 AHL 신시내티 모호크스, ECHL/IHL 신시내티 사이클론즈, IHL 신시내티 모호크스의 홈경기장으로 사용했다.
| NBA 올스타전 개최 경기장 |                      |             |
| 1965년                   | 1966년 신시내티 가든 | 1967년      |
| 세인트루이스 아레나      | 1966년 신시내티 가든 | 카우 팰리스 |
|                          |                      |             |
|                          |                      |             |